# Aprostocetus tarsatus
Aprostocetus tarsatus är en stekelart som beskrevs av Boucek 1988. Aprostocetus tarsatus ingår i släktet Aprostocetus och familjen finglanssteklar. Inga underarter finns listade i Catalogue of Life.